# Roberta Leigh
Pour les articles homonymes, voir Scott.
Rita Lewin, née Rita Shulman (née le 22 décembre 1927 à Londres, Angleterre, et décédée le 19 décembre 2014), est une romancière et scénariste britannique qui publie sous les pseudonymes Roberta Leigh, Rachel Lindsay, Janey Scott et Rozella Lake.

### Sous le nom de Roberta Leigh

#### Romans
- J'ai voulu te haïr
- Le prix du mensonge
- Provisoirement vôtre
- La prison dorée
- Amour sauce piquante
- Jeux de scène
- La haine aux deux visages
- Une étoile au cœur
- Le secret de Mélisande
- Le barbare des Andes
- Martin cœur de lion
- La petite fille d'autrefois
- Pour une seule et merveilleuse année
- Le plus beau contrat
- La maladie d'amour
- Flamboyante à Istambul
- Si proche de l'amour
- Une fiancée sur mesure
- Une star à Broadway
- Trop tendre Sandra
- Duel à Los Angeles
- Les trois visages de Julia
- Péril sur la Riviera
- L'amour comme un jeu
- L'homme de Bangkok
- Duo de charme
- Aimez-vous Beethoven ?
- L'étrange destinée de Diana Farrow
- L'épouse insoumise
- Tendre et intrépide Cassie
- Un fiancé sur mesure
- Piège pour une séductrice
- Mariage blanc
- Ballerine chérie

#### Histoires enfantines
- 1960 : Tomahawk
- 1960 : Tomahawk and The River of Gold
- 1960 : The Adventures of Twizzle (18 histoires)
- 1960 : Sara and Hoppity
- 1960 : Sara and Hoppity Make New Friends
- 1960 : Torchy and The Magic Beam
- 1960 : Torchy in Topsy Turvy Land
- 1961 : Tomahawk and the Animals of the World
- 1961 : Tomahawk and the Tomb of the White Moose
- 1961 : Sara and Hoppity Find a Cat
- 1961 : Sara and Hoppity Get Lost
- 1961 : The Adventures of Mr. Hero
- 1961 : Mr. Hero meets the Raggler Children
- 1961 : Sara and Hoppity Go to the Fair
- 1961 : Sara and Hoppity Go to the Seaside
- 1961 : Sara and Hoppity Stay on a Farm
- 1961 : Sara and Hoppity Spring Clean their House
- 1961 : Sara and Hoppity on a Big Ship
- 1962 : Torchy and Bossy Boots
- 1962 : Torchy and His Two Best Friends
- 1962 : Torchy and the Twinkling Star
- 1962 : Mr. Hero and the Pearly Queen
- 1962 : Mr. Hero and the Animal
- 1962 : Mr. Hero in Bongo Island
- 1962 : Mr. Hero and Puss the Octo
- 1962 : Mr. Hero helps a Family
- 1962 : Mr. Hero in Iceland

#### Séries télévisées
- Pour la chaîne ITV :
- The Adventures of Twizzle (52 épisodes de 15 minutes) (Co-produite par Gerry Anderson)
- Torchy the Battery Boy (52 épisodes de 15 minutes) (Co-produite par Gerry Anderson)
- Sara and Hoppity (52 épisodes de 15 minutes) (Les copies ont quasiment toutes été détruites, il ne reste que quelques épisodes)

- Pour la chaîne ABC :
- Space Patrol (39 épisodes de 25 minutes) (Co-produite par l'associé de Gerry Anderson, Arthur Provis)

- Projets de séries inabouties :
- Téléfilm de 26 minutes Paul Starr avec des marionnettes. Réalisé par Roy Baker en 1964 pour la chaîne ITV [2]

- Téléfilm de 26 minutes The Solarnauts avec des acteurs réels. Réalisé par John Llewellyn Moxey en 1967 pour la chaîne ITV [3].

### Sous le nom de Rachel Lindsay

#### Romans
- L'affreux soupçon
- L'incroyable retour
- À son cœur défendant
- Emeraude et diamant rose
- Au prix de son amour
- Deux anglaises à Rapello
- Au pays des Maharadjah
- La nuit des aveux (Price of love), Éditions de Trévise (1969)